# プロブリッジ
プロブリッジ株式会社（英: ProBridge Inc.）は、かつて存在したコールセンターの受託運営事業などを手がける企業。本社を東京都渋谷区に置いていた。

## 沿革
- 2006年9月12日 - 設立
- 2007年
  - 7月18日 - 本社を品川区五反田へ移転
  - 8月22日 - オンデマンド型コンタクトセンターASPサービス『テレパス！』を提供開始。
  - 9月1日 - ホワイトパジャマ・ジャパン株式会社のトレーナー認定制度「Contactual Train the Trainer Program」を取得。
- 2008年
  - 3月25日 - 本社を渋谷区へ移転し、同時に渋谷第一コンタクトセンターをオープン。
  - 6月1日 - 一般競争（指名競争）入札参加資格・全省庁統一資格を取得。
  - 8月 - ジャスダック上場のインフォコム株式会社とコールセンター関連事業における包括的業務提携を締結。
  - 8月1日 - 総務省発注の調査業務におけるコールセンター業務一式を受託。
  - 9月1日 - 渋谷区神泉に渋谷第二コンタクトセンターを設置。
  - 11月7日 - 厚生労働省発注の「平成20年度労働災害動向調査に関する電話業務一式」を日本ダイレクトプロモーションと共同で落札・受託。
  - 11月10日 - ホームページをリニューアルオープン。
- 2009年
  - 3月9日 - プライバシーマークを取得。
  - 3月30日 - 業務拡張のため、本社を渋谷区桜丘町へ移転。
  - 4月1日 - 日本コールセンター株式会社（代表取締役 笠原彰人）をグループ関連会社とし、千葉中央コールセンターを開設。
- 2010年4月17日 - 業務拡張のため、本社を渋谷区渋谷へ移転。
- 2012年6月1日 - 業務拡張のため、品川センターを開設。
- 2015年4月1日 - 三井物産系列コールセンター会社へM&Aによる吸収合併。

## 事業内容
- コールセンター受託運営事業
- コールセンター・ヘルプデスク業務受託サービス（特定・一般労働者派遣/有料職業紹介事業）
- コールセンターシステム開発・販売・導入支援サービス
- コールセンター向け教育研修サービス
- コールセンター構築・運営コンサルティング

## 参加団体
- 社団法人日本コールセンター協会
- ASP・SaaSインダストリ・コンソーシアム（ASPIC）
- 社団法人日本テレワーク協会
- テレワーク推進フォーラム